# The King of Fighters 2001
The King of Fighters 2001 è un picchiaduro a incontri pubblicato da SNK Playmore.

## Trama
Il torneo del 2001 è direttamente sponsorizzato dalla NEST, società segreta che opera esperimenti di biogenetica affinché Kyo Kusanagi (di cui hanno creato vari cloni) uscisse allo scoperto. Egli entra nel torneo insieme ai suoi vecchi compagni di squadra Benimaru Nikaido, Goro Daimon e al suo "discepolo" Shingo Yabuki. Anche Iori Yagami entra nel torneo allo scopo di sconfiggere il Japan Team di Kyo formando un nuovo Yagami Team con gli ex agenti Seth, Vanessa e Ramon. Ma anche l'organizzazione NEST farà entrare un team tutto speciale formato da Kula Diamond (l'Anti-K'), Angel (agente della NEST), Foxy (altra agente della NEST e guardia del corpo di Kula) e K9999 (un misterioso combattente, altro esperimento genetico dell'organizzazione).

## Squadre

### Japan Team
- Kyo Kusanagi
- Benimaru Nikaido
- Goro Daimon
- Shingo Yabuki

### Yagami Team
- Iori Yagami
- Vanessa Veleno
- Ramon Diablo
- Seth

### Fatal FuryTeam / Garou Team
- Terry Bogard
- Andy Bogard
- Joe Higashi
- Blue Mary Ryan

### Art of FightingTeam / Kyokugenryuu Team
- Ryo Sakazaki
- Robert Garcia
- Takuma Sakazaki
- Yuri Sakazaki

### Hero Team
- K'
- Maxima
- Whip
- Lin Nauru

### Ikari Team
- Leona Heidern
- Ralf Jones
- Clark Steel
- Mr. Heidern

### Psycho SoldiersTeam
- Athena Asamiya
- Sie Kensou
- Chin Gentsai
- Bao

### Woman Fighters Team
- King
- Mai Shiranui
- Hinako Shijou
- Ling Xiangfei

### Kim Team / Korea Team
- Kim Kaphwan
- Chang Koehan
- Choi Bounge
- May-Lee

### NEST Team
- Kula Diamond
- Angel
- Foxy
- K9999

## Boss
- Original Zero - primo boss avente a disposizione tre strikers propri ovvero Gugla (suo leone nero), Ron (ninja cinese traditore, capo di Lin) e un redivivo Krizalid.
- Igniz - boss finale, CEO della NEST.